# Aedia funesta
Aedia funesta là một loài bướm đêm trong họ Erebidae.

## Hình ảnh

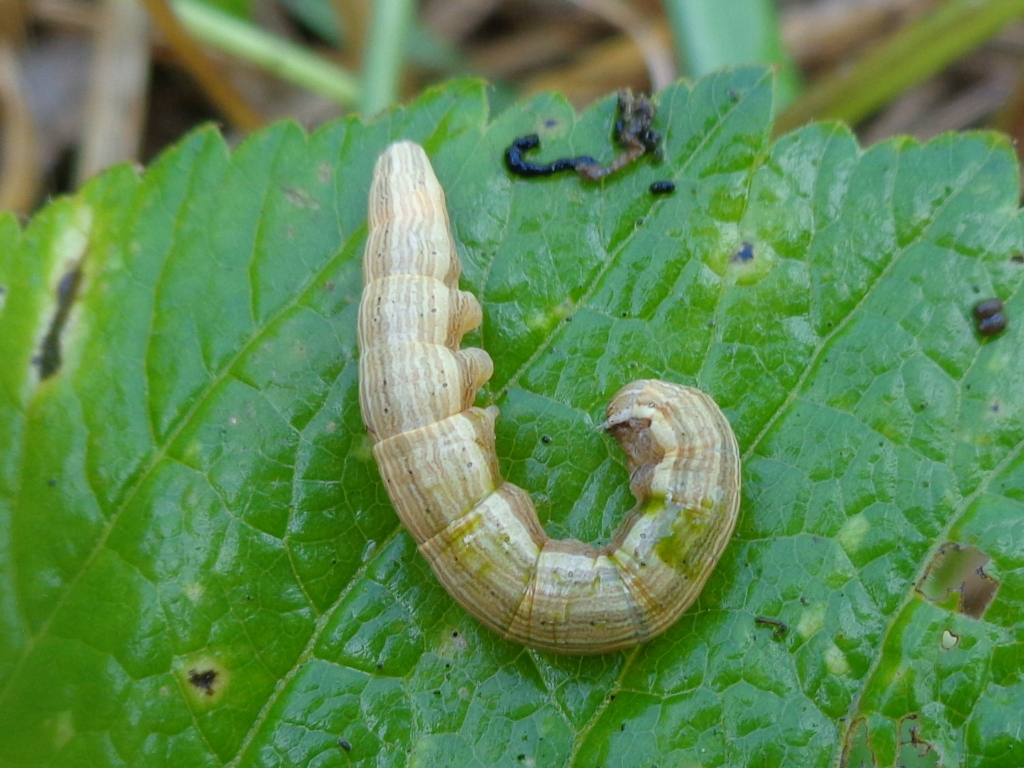
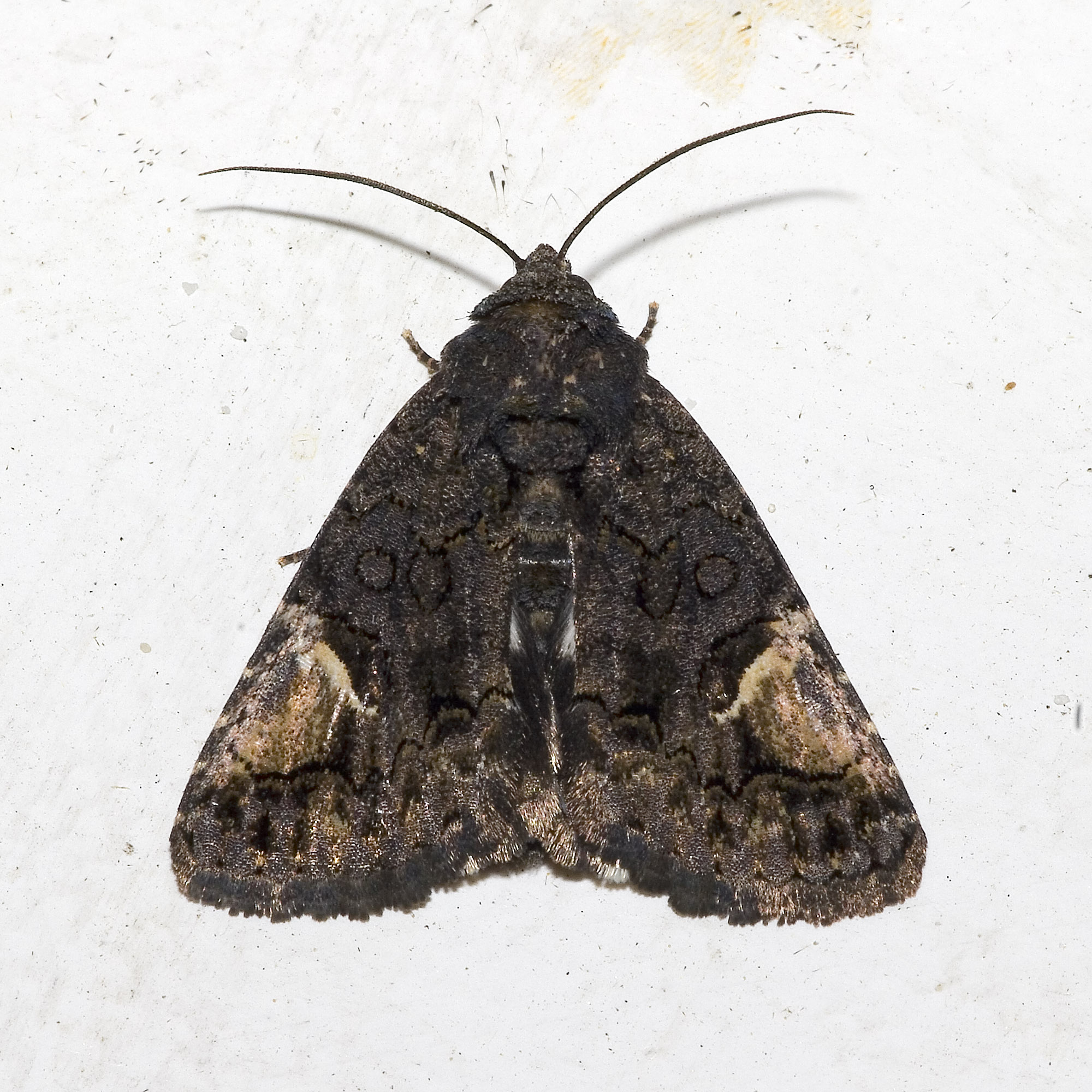
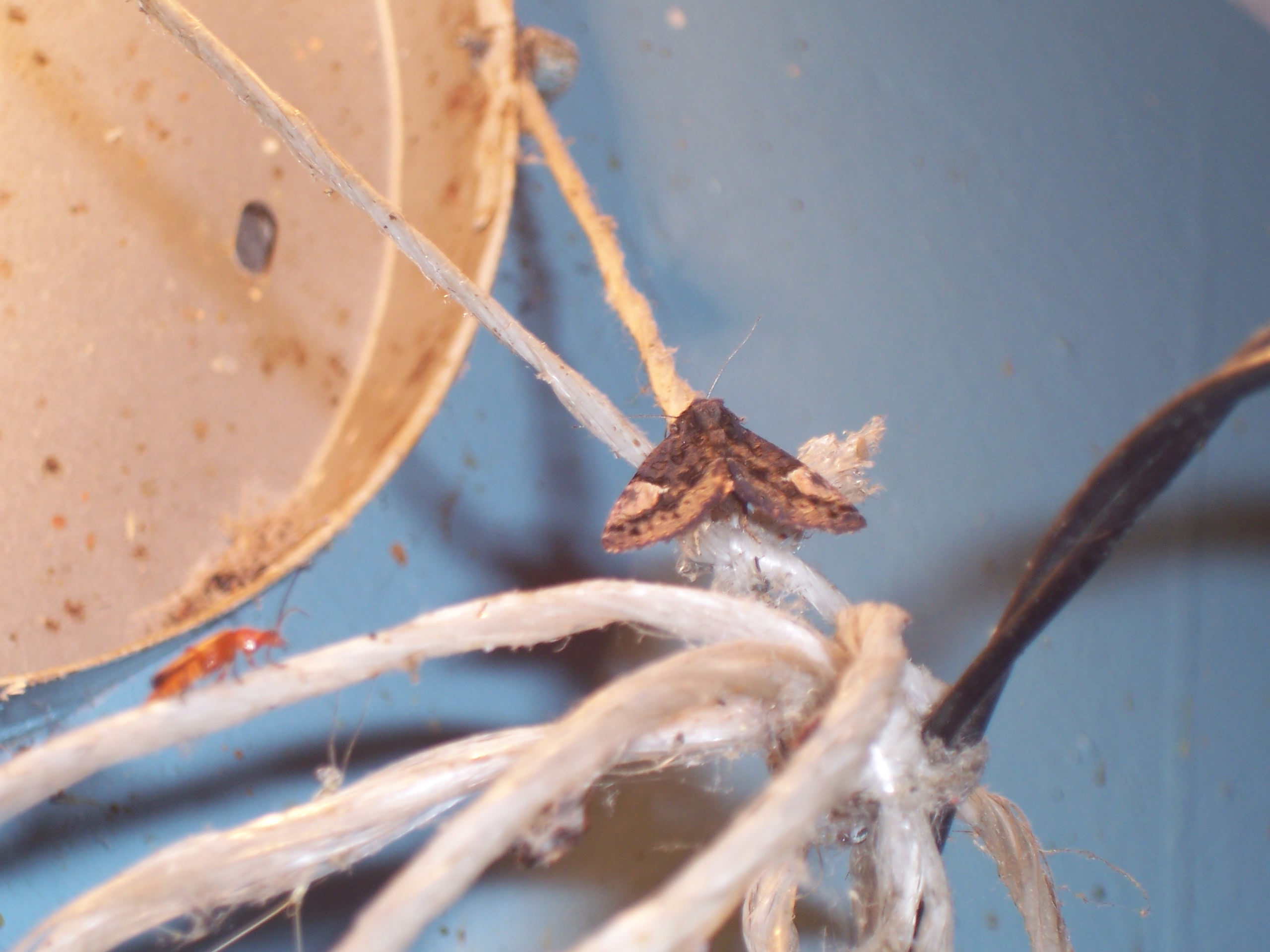
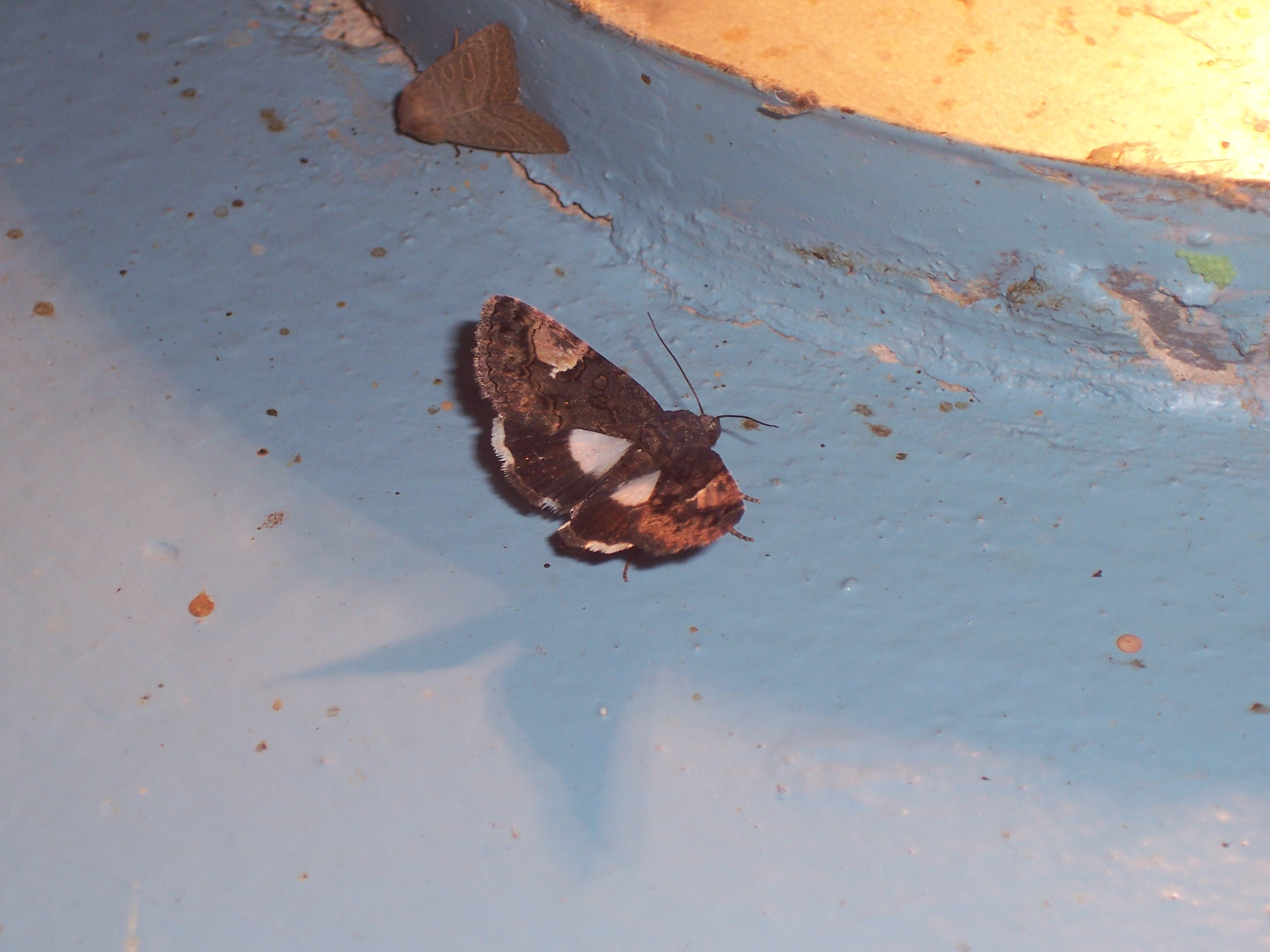